# Jihad (navn)
 For alternative betydninger, se Jihad (flertydig). (Se også artikler, som begynder med Jihad)
Jihad er et navn.
I Danmark forekommer navnet sjældent. Der var i 2013 registreret 82 mænd med fornavnet og 5 kvinder. 3 var registreret med efternavnet.
Jihad er ikke almindelig kendt som navn i Danmark og misforståelser er opstået som følge er overlappet med det islamske begreb "Jihad".

## Personer med navnet
- Jihad Azour, Libanesisk finansminister
- Jihad Ballout, Al Arabiyas kommunikationsdirektør

Desuden som tilnavn:
- Jihad Jane